# Thierry Cabrera
Thierry Cabrera (* 5. Juni 1964) ist ein ehemaliger belgischer Tischtennis-Nationalspieler. Er ist mehrfacher belgischer Meister.

## Karriere
Von 1981 bis 2003 nahm Thierry Cabrera zehnmal an Weltmeisterschaften teil. Sein größter Erfolg war Platz vier bei der WM 1991 mit der belgischen Mannschaft. Mehrmals wurde er für Europameisterschaften nominiert. Viele Titel holte er bei den nationalen belgischen Meisterschaften, etwa 1984, 1990 und 1991 im Einzel sowie 1991 und 1996 im Doppel mit Frederic Sonnet bzw. Hunag Jian Guo.
1984 wurde er vom deutschen Zweitbundesligisten DJK Käfertal verpflichtet. Nach einigen Zwischenstationen kam er 1990 von St. Maur (Frankreich) in die deutsche Bundesliga zu Borussia Düsseldorf mit dessen Mannschaft er 1992 deutscher Meister wurde und 1991 und 1992 den Europapokal der Landesmeister gewann. 1992 verließ er Borussia Düsseldorf und schloss sich zunächst dem belgischen Verein Royal Mouscron und später dem Royal Villette Charleroi an. 1996 wurde er vom 1. FC Bayreuth verpflichtet, 1997 schloss er sich dem österreichischen Verein TTV Hornstein an.

## Privat
Mit seiner damaligen Lebensgefährtin, der belgischen Tischtennisspielerin bei Post SV Düsseldorf Ingrid Besson, hat Thierry Cabrera eine Tochter (* 1991).

## Turnierergebnisse
| Verband | Veranstaltung       | Jahr | Ort          | Land | Einzel     | Doppel        | Mixed        | Team |
| ------- | ------------------- | ---- | ------------ | ---- | ---------- | ------------- | ------------ | ---- |
| BEL     | Europameisterschaft | 1994 | Birmingham   | ENG  | letzte 16  | Viertelfinale |              |      |
| BEL     | Pro Tour            | 2001 | Rotterdam    | NED  | letzte 64  |               |              |      |
| BEL     | Pro Tour            | 1999 | Guilin       | CHN  | letzte 32  | Halbfinale    |              |      |
| BEL     | Pro Tour            | 1998 | Beirut       | LIB  | letzte 16  | letzte 16     |              |      |
| BEL     | Pro Tour            | 1998 | Zagreb       | HRV  | letzte 16  | letzte 16     |              |      |
| BEL     | Pro Tour            | 1997 | Lyon         | FRA  | Rd 1       |               |              |      |
| BEL     | Pro Tour            | 1997 | Belgrad      | YUG  | letzte 32  | letzte 16     |              |      |
| BEL     | Pro Tour            | 1996 | Bolzano      | ITA  |            | Viertelfinale |              |      |
| BEL     | Weltmeisterschaft   | 2003 | Paris        | FRA  | letzte 128 |               |              |      |
| BEL     | Weltmeisterschaft   | 2000 | Kuala Lumpur | MAS  |            |               |              | 9-12 |
| BEL     | Weltmeisterschaft   | 1999 | Eindhoven    | NED  | letzte 64  | letzte 32     | letzte 128   |      |
| BEL     | Weltmeisterschaft   | 1997 | Manchester   | ENG  | letzte 128 | letzte 32     | letzte 64    |      |
| BEL     | Weltmeisterschaft   | 1995 | Tianjin      | CHN  | letzte 64  | letzte 32     | keine Teiln. | 8    |
| BEL     | Weltmeisterschaft   | 1991 | Chiba City   | JPN  | letzte 128 | letzte 32     | letzte 128   | 4    |
| BEL     | Weltmeisterschaft   | 1989 | Dortmund     | FRG  | letzte 64  | letzte 64     | letzte 32    | 11   |
| BEL     | Weltmeisterschaft   | 1987 | New Delhi    | IND  | letzte 128 | Scratched     | letzte 32    | 20   |
| BEL     | Weltmeisterschaft   | 1983 | Tokio        | JPN  | Qual       | letzte 64     | Qual         | 34   |
| BEL     | Weltmeisterschaft   | 1981 | Novi Sad     | YUG  | Qual       | Qual          | Qual         | 42   |
| BEL     | World Doubles Cup   | 1990 | Seoul        | KOR  |            | 9             |              |      |
| BEL     | WTC-World Team Cup  | 1995 | Atlanta      | USA  |            |               |              | 9    |
| BEL     | WTC-World Team Cup  | 1994 | Nimes        | FRA  |            |               |              | 3    |
| BEL     | WTC-World Team Cup  | 1991 | Barcelona    | ESP  |            |               |              | 5    |